# Hiroki Shibuya
Hiroki Shibuya (ur. 30 listopada 1966) – japoński piłkarz występujący na pozycji obrońcy.

## Kariera piłkarska
Od 1985 do 1997 roku występował w JEF United Ichihara, Tosu Futures i NTT Kanto.

## Kariera trenerska
Po zakończeniu piłkarskiej kariery pracował jako trener w Omiya Ardija.